# Geodis
Pour les articles homonymes, voir Geodis (homonymie).
Geodis est une entreprise de logistique, de messagerie, et de transport routier. Elle emploie 53 000 personnes et est présente dans 166 pays,. Elle est présidée par Marie-Christine Lombard. Son siège social se trouve en France à Levallois-Perret.
Geodis est une filiale à 100 % de SNCF Participations.

## Historique
Le 20 décembre 1995, la Compagnie générale Calberson absorbe les sociétés Bourgey Montreuil, SCETA Transport et SCETA International et adopte la nouvelle dénomination de Geodis.
En juin 1996, la SNCF annonce faire passer de 72 % à 42 % sa participation dans Geodis. Par décret du 20 août 1996, le groupe est privatisé. Il est alors restructuré en quatre branches d’activités : la Logistique, l’Overseas, la Messagerie et la Route.
En 2006, Geodis annonce l'acquisition des activités de commission de transport de TNT pour 460 millions d'euros,
En avril 2008, la SNCF lance sa première OPA pour acquérir l’intégralité de Geodis (elle en détenait alors à 42,37 %).
En décembre 2008, Geodis acquiert IBM Global Logistics, plateforme mondiale de pilotage des activités logistiques d’IBM. Parallèlement, IBM signe un contrat à long terme pour un montant d'un milliard d'euros par an, avec Geodis afin que celle-ci assure la logistique du géant américain.
En août 2015, Geodis acquiert pour environ 800 millions de dollars l'entreprise américaine de logistique Ozburn-Hessey Logistics, qui possède un chiffre d'affaires de 1,2 milliard de dollars avec 8 000 salariés,.
En octobre 2020, Geodis conclut le rachat de Pekaes, société polonaise qui dispose de 200 salariés, 20 succursales locales, 3 terminaux ferroviaires et 6 entrepôts logistiques.
En décembre 2021, Geodis annonce l’acquisition de l’entreprise française Les transports Perrier spécialisée dans la livraison de lots palettisés.
En mai 2022, Geodis se renforce dans les secteurs de la logistique et de l'e-commerce en Asie du Sud-Est en faisant l'acquisition de l’entreprise singapourienne Keppel Logistics pour 53 millions d’euros. En août 2022, Geodis rachète la société américaine de transport express Need It Now Delivers afin d’accroitre sa présence sur le fret routier aux États-Unis. En mars 2023, Geodis rachète le transporteur allemand Trans-o-flex.

## Activités
Geodis regroupe 5 activités principales :
- Expédition de fret (Freight forwarding) : commissions de transport international par voie maritime, aérienne, routière et ferroviaire, comprenant les opérations de douane. Le Freight Forwarding réalise également des opérations hors gabarit pour les secteurs pétrolier, gazier, minier…[18]
- Logistique contractuelle :  gestion des entrepôts et des centres de distribution, préparation de commande, livraisons sur les lignes de production industrielle, inventaire et visibilité totale du stock…[19]
- Distribution & express : solutions de transport express et messagerie en France (livraison du dernier kilomètre sous 1 à 2 jours) et en Europe à destination des entreprises et des particuliers.
- Transport routier : solutions de transport routier en lot complet et lot partiel en Europe, notamment pour la grande distribution et les produits chimiques, industriels et automobiles[20].
- Optimisation de la chaine d'approvisionnement : services de conseil pour optimiser les chaînes d’approvisionnement et de distribution (diagnostic, conception de réseaux, gestion des approvisionnements, pilotage de flux.

## Entreprises du groupe

### Messagerie
- Geodis Calberson
- Geodis Walbaum
- Geodis MG Transports
- Geodis Bernis
- Geodis Dusolier
- Girault

### Express
- France Express

### Route
- Geodis BM (Bourgey Montreuil)

### Logistique
- Geodis Vitesse
- Geodis Logistics

### Opérations de transit
- Geodis Wilson
- Geodis Cavewood
- Geodis Gordon Leslie
- Pan European Transport
- United Carriers Group
- Fortec Distribution Network
- Geodis Logistics Vitesse
- Geodis Overseas

## Controverses

### Grèves
Depuis décembre 2018 à Gennevilliers, les ouvriers manutentionnaires de Geodis protestent contre leurs conditions de travail, des salaires trop bas et plusieurs licenciements jugés abusifs.

### Dumping social
Geodis a fait l'objet d'un reportage dans le cadre du magazine Cash investigation diffusé le 22 mars 2016, qui dénonce le dumping social réalisé avec en particulier les chauffeurs routiers roumains. L'exemple d'un chauffeur roumain touchant un salaire de 237 € par mois dans des « conditions de travail déplorables » est exposé dans le reportage. En mars 2016, une enquête pour travail dissimulé est en cours contre la société Geodis.